# 高田礼人
髙田 礼人（たかだ あやと、1968年12月16日 - ）は、日本のウイルス学者、北海道大学人獣共通感染症国際共同研究所教授を務める。学位は博士（獣医学）。愛称はお侍先生、ウイルスハンターと呼ばれたりすることもある。
専門はインフルエンザウイルスやエボラ出血熱等の動物を介して人に感染するウイルスの研究を行い、感染経路の解明から治療薬の開発までの実績を残している。また1996年からエボラウイルスの研究を行い、世界で初めてエボラウイルスの感染メカニズムを解明した世界的第一人者である。2005年にはエボラウイルス表面糖タンパク質の機能解析によって日本ウイルス学会杉浦奨励賞を受賞した。ウイルスに関しての講演会等も行うことがある。
世界的権威のある学術雑誌『ネイチャー』から取材が来る程の注目されている人物である。
ウイルスに対してこう発言している。

## 経歴・人物
1968年12月16日、東京都東村山市に生まれる。両親は互いに教師、生き物が大好きである。小学5年生の頃に遠藤公男著作の『原生林のコウモリ』を読んで、作者の研究にかける熱意に感動し、感想文を書いている。夏休みは北海道の祖母の家で過ごすのが毎年の楽しみで、よくイワナを釣ったりしていた。自由研究でも釣った魚の胃袋の中身について調べる等、好奇心旺盛である。小学生の頃から剣道を打ち込んでいて、学生の頃は北大剣道部の長でもあり、現在でもすることがある。特技は上段構えからの面である。剣道の魅力は集中力と考えている。また、歴史小説を好み、気分転換にピアノも嗜む。お酒には強い。
都立武蔵高校を卒業後、北海道大学獣医学部に進学し1993年に卒業、1996年に北海道大学大学院獣医学研究科博士課程を修了した。
その後アメリカで研究員をしていた27歳の時に、ウイルス学者の河岡義裕に誘われエボラウイルスの研究を引き受けた。しかし当時は駆け出しであったため、BSL-4研究室を使うための実績が無いため、BSL-4ではなくてもエボラウイルスの研究ができるように、毒性の弱いウイルスにエボラウイルスの成分を置き換えた毒性の弱い偽エボラウイルスを作ることを計画し、実験を1年余りで成功させた。このように誰もが思い付かないようなことを発見していくことに面白さを感じている面もある。
1997年に北海道大学獣医学研究科助手、2000年に東京大学医科学研究所助手を務めた。
2005年3月19日に第181回日本ウイルス学会で『エボラウイルス表面糖蛋白質の機能解析』が選ばれ杉浦奨励賞を受賞した。その後4月1日、北海道大学人獣共通感染症リサーチセンターが設置されるとともに東京大学から母校の北海道大学に戻り、国際疫学部門の教授に就任しセンターに所属した。偽エボラウイルスでの研究を重ね治療薬の完成に近付けたが、当時エボラ出血熱はアフリカの風土病程度にしかとらえられず商売にならないと受け取られ、薬の実用化を担当する製薬会社は一つも現れなかった。その後も諦めずアメリカに通い、BSL-4研究所で動物を使用したエボラ出血熱の抗体の実証試験を繰り返す。
2006年3月1日に人獣共通感染症リサーチセンターの副センター長に就任する。
2007年にザンビア共和国のザンビア大学に、日本には無い未知のウイルスを研究するために北海道大学人獣共通感染症リサーチセンターのザンビア拠点が設置される。ザンビア大学獣医学部客員教授を務める。ザンビア大学では日本人研究者を派遣し、技術指導を行っている。ザンビア大学獣医学部長アーロン・ムエネ教授とは北海道大学の元同級生である。現地ではエボラウイルスの自然宿主であると考えられているコウモリの捕獲し、ザンビア大学のBSL-3研究室でコウモリの解剖を行い、血清を北海道大学に持ち帰って分析している。
情熱大陸のスタッフに
と聞かれ、
と笑顔で答えている。その理由は以下の通りである。
2009年にアメリカのアメリカ国立衛生研究所、アメリカ国立アレルギー・感染症研究所、ロッキーマウンテン研究所客員研究員を勤めている。
2012年には世界で初めてエボラ出血熱の猿モデルにおけるモノクローナル抗体の感染防御効果の実証実験に成功した。しかしそれでも、世界の製薬会社には相手にされなかった。
2014年にエボラ出血熱が世界的にアウトブレイク。この現状で薬が作れない状態に、やりきれない気持ちで悔しい気持ちを抱いていた。アフリカの人々の反乱を抑えるには、治療薬が無いといけないと考えている。
2014年10月7日に実験結果で、今まではエボラウイルスのある1種類にしか効かなかった抗体しか見つからなかったが、ザイール種、スーダン種、ブンディブギョ種、タイフォレスト種、レストン種の5つのエボラウイルスのウイルス全てを中和する抗体を世界で初めて発見した。
2014年10月14日にザンビア政府からの緊急要請で、ザンビア共和国で発生するエボラ感染の疑いがある全ての検体の診断を北海道大学とザンビア大学が担うことになる。
2014年10月21日に2週間かけて行われた5種類全てのエボラウイルスに抗力があるとされる抗体の実証実験で、5種類全てのエボラウイルスの感染を99%抑えることを実証し、世界で初めての快挙となった。大きな一歩だ、今すぐにでも人型化してアフリカに持って行きたいと言っている。製薬会社とこの抗体を使って製品化することが決まった。

## 研究テーマ
- ウイルス蛋白質の機能解析と病原性発現の分子基盤の解明
- ウイルスの自然宿主動物の同定と自然界における存続メカニズムの解明
- ウイルス感染症の予防治療法に関する研究

## 受賞
- 2005年 - 日本ウイルス学会杉浦奨励賞

## 主な論文
- Marzi A, Yoshida R, Miyamoto H, Ishijima M, Suzuki Y, Higuchi M, Matsuyama Y, Igarashi M, Nakayama E, Kuroda M, Saijo M, Feldmann F, Brining D, Feldmann H, Takada A. (2012) Protective Efficacy of Neutralizing Monoclonal Antibodies in a Nonhuman Primate Model of Ebola Hemorrhagic Fever. PLoS One, 7(4): e36192.
- Nakayama, E., Tomabechi, D., Matsuno, K., Kishida, N., Yoshida, R., Feldmann, H., Takada, A. 2011. Antibody-dependent enhancement of Marburg virus infection. J. Infect. Dis. Suppl 3:S978-985.
- Simulundu, E., Ishii, A., Igarashi, M., Mweene, A.S., Suzuki, Y., Hang'ombe, B.M., Namangala, B., Moonga, L., Manzoor, R., Ito, K., Nakamura, I., Sawa, H., Sugimoto, C., Kida, H., Simukonda, C., Chansa, W., Chulu, J., Takada, A. 2011. Characterization of influenza A viruses isolated from wild waterfowls in Zambia. J. Gen. Virol. 92(Pt 6):1416-1427.
- Ogawa, H., Miyamoto, H., Ebihara, H., Ito, K., Morikawa, S., Feldmann, H., Takada, A. 2011. Detection of all known filovirus species by reverse transcription-polymerase chain reaction using a primer set specific for the viral nucleoprotein gene. J. Virol. Methods 171(1):310-313.
- Matsuno, K., Kishida, N., Usami, K., Igarashi, M., Yoshida, R., Nakayama, E., Shimojima, M., Feldmann, H., Irimura, T., Kawaoka, Y., Takada, A. 2010. Different potential of C-type lectin-mediated entry between Marburg virus strains. J. Virol. 84(10):5140-5147.
- Yoshida, R., Igarashi, M., Ozaki, H., Kishida, N., Tomabechi, D., Kida, H., Ito, K., and Takada, A. 2009. Cross-protective potential of a novel monoclonal antibody directed against antigenic site B of the hemagglutin of influenza A viruses. PLoS. Pathog. 5(3):e1000350.

## 著書

### 単著
- 『ウイルスは悪者か　お侍先生のウイルス学講義』（髙田 礼人 著、萱原 正嗣 構成、亜紀書房、2018年10月25日） ISBN 978-4-7505-1559-5

### 共著
- 『感染症から知るウイルス・細菌 第１巻 感染症の原因を知ろう！なぜかかる？なぜうつる？』（高橋幸裕、西條政幸監修、学研教育出版、2011年2月4日） ISBN 978-4055007979
- 『感染症から知るウイルス・細菌 第２巻 細菌とウイルスの正体を知ろう！ウイルスは生物？』（高橋幸裕、西條政幸監修、学研教育出版、2011年2月4日） ISBN 978-4055007979
- 『感染症から知るウイルス・細菌 第３巻 感染症の予防と研究最前線！病原体とのたたかいから利用へ』（高橋幸裕、西條政幸監修、学研教育出版、2011年2月4日） ISBN 978-4055007986

## メディア出演

### テレビ
- 『爆笑問題のニッポンの教養 第40回 ウイルス その奇妙な生き方』（NHK総合テレビジョン、2008年6月10日）
- 『情熱大陸 〜ウイルス学者・高田礼人〜』（MBSテレビ、2010年2月28日）
- 『プロフェッショナル 仕事の流儀 第250回 驚異のエボラ、英知をかけて挑む ウイルス学者・高田礼人』（NHK総合テレビジョン、2015年1月5日）

### 雑誌
- 『日経サイエンス 別冊204 先端医療の挑戦 再生医療，感染症，がん，創薬研究』「アフリカの森林でエボラウイルスを追う：高田礼人」（中西真人編、長倉克枝著作、日経サイエンス、2015年1月号）